# 원은상
원은상(元殷常, 1874년 2월 27일 ~ ?)은 대한제국의 군인이며, 일제강점기의 관료이다. 원응상의 동생이고, 원덕상, 원훈상의 형이다. 일제 강점기 당시 예산군수, 아산군수, 논산, 당진, 서산군수, 황해도 장연군수 등을 역임했다. 1944년에 사망한 것으로 알려졌다가 1949년 1월 반민특위에 체포되었다. 본관은 원주이다.

## 생애
선공감 감역을 지낸 원세형의 아들로, 원응상은 형이고 원덕상, 원훈상은 그의 동생이다. 조선 중기의 정승 원두표의 9대손이다.
1898년에 대한제국 육군무관학교 학도로 뽑혀 1900년에 졸업하고 육군 참위로 임관하였다. 친위대와 시위대에서 복무하다가 1903년에는 보병 부위에 올랐다. 1907년에 대한제국 군대 해산으로 보병 부관직에서 물러났다.
1910년에 한일 병합 조약 체결과 함께 조선총독부 군수로 임명되었다. 충청남도 예산군과 아산군 군수를 지내고, 아산군수 재직 중에는 충청남도 지방토지조사위원회 임시위원도 겸임했다.
이후 논산군, 당진군, 서산군 군수와 황해도 장연군 군수를 거쳤다. 장연군수이던 1927년을 기준으로 정6위 훈5등에 서위되어 있었고, 이 해에 충청북도 참여관으로 승진했다. 한때 1944년에 사망한 것으로 잘못 알려졌으나 해방 후에도 생존한 것으로 확인되었다.
태평양 전쟁 종전 후인 1949년까지 생존해 있다가, 반민족행위처벌법에 따라 반민특위가 활동을 개시하면서 체포되었다. 반민특위 활동이 중단되면서 처벌받지 않았으나, 구체적인 처리 내용은 확인되지 않는다.
2002년 발표된 친일파 708인 명단 중 도 참여관 부문에 수록되었고, 2008년 민족문제연구소가 정리한 친일인명사전 수록예정자 명단 중 관료 부문에 포함되었다.

## 가족 관계
- 아버지 : 원세형(元世亨, 1849년 ~ ?)
  - 형 : 원응상(元應常, 1869년 8월 20일 ~ 1958년 8월 20일)
  - 동생 : 원덕상(元悳常, 일본식 이름: 元村肇, 1883년 11월 7일 ~ 1961년 3월 15일)
  - 동생 : 원훈상(元勛常, 일본식 이름: 元村重盛, 1881년 ~ ?)

## 같이 보기
- 원응상
- 원두표
- 원덕상
- 원훈상

## 참고자료
- 원은상(元殷常) - 국사편찬위원회